# Pedagogía gestalt
Este artículo se refiere al enfoque educativo. Para información sobre la corriente de la psicología, véase psicología de la Gestalt, en el caso de la terapia humanista, véase Terapia Gestalt.
La Pedagogía Gestalt (también, gestaltapädagogik y gestaltpedagogia) es un enfoque educativo de corte humanista, integrativo y holístico. Esta pedagogía retoma conceptos de la Terapia Gestalt y de la Psicología de la Gestalt , sin embargo su constructo teórico integra aspectos de la pedagogía progresista, también llamada Escuela Nueva y de la metodología activa. El propósito principal es el desarrollo humano de los docentes y estudiantes, así como de toda la comunidad educativa, tomando en cuenta la totalidad: cuerpo, cognición, afectividad, continuum social y continuum ecológico. Esta propuesta pedagógica se puede definir como "el arte del contacto con uno mismo, el otro, el grupo y el tema, puesto que todos estos elementos pertenecen al campo del aula". Así como, "el termino integral para los conceptos pedagógicos que se orientan ampliamente en las ideas teóricas y prácticas de la Terapia Gestalt y de la Psicología Gestalt"

## Bases teóricas
El bagaje teórico de esta corriente pedagógica se encuentran en las nociones de la terapia Gestalt y la psicología de la Gestalt: El contacto como un esquema sensorial y motor que nos orienta, el darse cuenta (interior, exterior y de la fantasía), el campo como una totalidad de los procesos y personas que acontecen en la escuela, la figura/fondo, el aquí y ahora, el sí mismo, la confluencia y la escucha interna/externa, entre otros. Pero estructurados desde un eje pedagógico porque es una práctica educativa y no terapéutica, al desarrollarse en el contexto del aula o de cualquier espacio educativo. En ese sentido el nivel de intervención busca la toma de conciencia de los propios procesos de desarrollo humano del docente y del estudiante, tanto en lo individual como en lo grupal. Actualmente, desde su carácter integrativo, Modelo Humanista Pedagógico Gestalt, retoma y comparte herramientas, técnicas y dinámicas de distintas áreas de la corriente humanista y de las pedagogía progresista, por ejemplo: de la fenomenología, el existencialismo, el psicodrama de Jacob Levy Moreno, Célestin Freinet, María Montessori y de Johann Heinrich Pestalozzi. 

## Nacimiento
La Pedagogía Gestalt fue desarrollada por Hilarion Petzold y George Isaac Brown en la década de los setenta del siglo XX. En 1977 se edita el primer libro que llevaría el nombre de Pedagogía Gestalt, como se conoce en la actualidad, Gestalt-Pädagogik: Koncepte der Integrativen Erziehung. Para algunos, el nacimiento de esta pedagogía ocurre con la publicación del libro "Human Teaching for Human Learning. An introduction to confluent education" de 1971 puesto que reporta experiencias de trabajo desde el enfoque Gestalt (Educación Confluente) en el ámbito educativo. El constructo teórico se desarrolló entre Europa con Petzold y en Norteamérica con Brown, de este último la premisa de que "no hay aprendizaje que no pase por lo afectivo" es una revolución pedagógica en el campo educativo, puesto que implica trabajar un proceso didáctico que retome la dimensión cognitiva, y afectiva.  Mientras que Petzold pondría el énfasis de la corporalidad en la Pedagogía Gestalt. Este mismo autor, plantea que la Pedagogía Gestalt integró tres principios básicos que son la Interacción Centrada en un Tema, la Educación Confluente y la Pedagogía Integrativa.
- La Interacción Centrada en un Tema es un enfoque desarrollado por Ruth Cohn y fundadora del Instituto de Taller para Aprendizaje Viviente y alumna de Fritz Perls (considerado el padre de la Terapia Gestalt), que integra conceptos teóricos como las necesidades emergentes, la relación tema, persona, grupo y globo.

- La Educación Confluente, de George Isaac Brown, enfoque que nació de un proyecto entre la Fundación Ford y el Instituto Esalen en California en los Estados Unidos(mismo instituto donde Fritz Perls impartió distintos talleres) que busca la confluencia de los procesos cognitivos y afectivos.

- La Pedagogía Integrativa de Hilarion Petzold (que creó la Terapia Integrativa y cofundador del Instituto Fritz Perls) enfocada en los procesos corporales como una totalidad con las demás dimensiones del ser humano.

El desarrollo de la Pedagogía Gestalt se focalizó, en las primeras décadas, después de su nacimiento en territorios de habla germana como Alemania y Austria. Uno de los principales desarrolladores teóricos de esta pedagogía, en años posteriores fue O. A. Burow.

## Desarrollo de la Pedagogía Gestalt en Brasil
La Pedagogía Gestalt llega al continente americano, específicamente a Brasil, con el trabajo desarrollado por A. Lilienthal (alumno de Burow) y la traducción al portugués del libro Gestaltpädagogik - eine Chance für Schule und Erziehung que se titularía como Gestaltpedagogia, um caminho para escola a educacao (la traducción fue realizad por Lilienthal). Esta obra en portugués actualmente es el libro de cabecera de investigadores que aplican esta pedagogía en dicho país sudamericano. Algunos tópicos abordados han sido la situación de niños en condición de calle y en el contexto de la salud.

## Desarrollo de la Pedagogía Gestalt en México
La Pedagogía Gestalt en México tiene un primer desarrollo en el Instituto de Investigaciones Sobre la Universidad y la Educación (IISUE), perteneciente a la Universidad Nacional Autónoma de México (UNAM), bajo la dirección y difusión de Patricia Mar quien conoce esta pedagogía en Austria e inicia en México el Seminario formativo de Pedagogía Gestalt en el programa de doctorado de la UNAM. Mar propone que "la Pedagogía Gestalt utilizada como una metodología de investigación en el campo educativo se puede circunscribir en el terreno de la investigación-acción, en el sentido de que las herramientas de investigación como entrevistas, grupos focales, actividades diversas, etc., son herramientas de recogida de información sobre el campo investigado y producido a la vez que son herramientas de trasformación de ese campo, de los sujetos participantes, tanto investigador como investigando".
El segundo desarrollo ocurre con Rafael López y Minerva Ramírez, quienes desde la pedagogía, la psicología educativa, la orientación educativa y la docencia, comienzan a delinear una nueva línea de esta pedagogía aplicada a la educación básica en México (preescolar, primaria y secundaria), tanto en el proceso formativo de docentes como en la aplicación con estudiantes en el aula. De este desarrollo práctico y teórico nace un nuevo constructo didáctico (el modelo de la Pedagogía Gestalt). En el año 2020 se denominaría como Modelo Humanista Pedagógico Gestalt que retoma el bagaje de la Pedagogía Gestalt pero integra nuevas propuestas pedagógicas aplicadas y desarrolladas para el trabajo con docentes y estudiantes de educación básica.

## Modelo Humanista Pedagógico Gestalt
El modelo es de corte humanista, integrativo y holístico. Retoma los principales ejes teóricos de la Pedagogía Gestalt e integra estrategias, conceptos y prácticas de la educación humanista, el psicodrama, el sistema Montessori, la escuela de Freinet, la pedagogía del juego, entre otras propuestas pedagógicas. Y en este se desarrollan nuevas herramientas desde un enfoque experiencial y vivencial. El modelo se divide en cinco enfoques: ontológico, epistémico, filosófico, pedagógico y didáctico.
- Enfoque ontológico Mira al docente y al estudiante, ante todo, como un ser humano que se conforma como una totalidad: cuerpo, cognición y afectividad (lo que se denomina piel adentro), continuum social y ecológico (piel afuera). Todo proceso educativo debe tomar en cuenta estas cinco dimensiones del ser humano.

- Enfoque epistémico Son las nociones básicas de la Gestalt como: contacto, retirada, campo, figura/fondo, aquí y ahora, confluencia, darse cuenta, entre otros. Aplicados desde una directriz pedagógica y no terapéutica.

- Enfoque filosófico Este apartado plantea que el docente debe indagar en encontrar el tema que emerge en el aula y al mismo tiempo construir procesos pedagógicos delineados por una didáctica humanista. En el caso del estudiante se plantea que de aprender a estar en contacto con su cuerpo, mente y emociones, así como con la otredad, pero también debe aprender a retirarse y dejar el contacto extremo.

- Enfoque pedagógico Se delinea por la Interacción Centrada en un Tema, la Educación Confluente y la Pedagogía Integrativa e incluye diversas premisas pedagógicas que guían al docente en su práctica en el aula. Estas premisas fueron construidas a partir de la teoría Gestalt y la práctica real en las escuelas mexicanas.

- Enfoque didáctico Propone estrategias pedagógicas de diseño semiestructurado, vivencial y experiencial, así como, cuatro tiempos de la didáctica en la intervención en grupo, teniendo el primer tiempo el objetivo de traer a los alumnos física y emocionalmente al aquí y ahora. En este enfoque se retoma el concepto de calentamiento inespecífico para la concentración de los estudiantes, el concepto de calentamiento se retoma del psicodrama.[10]

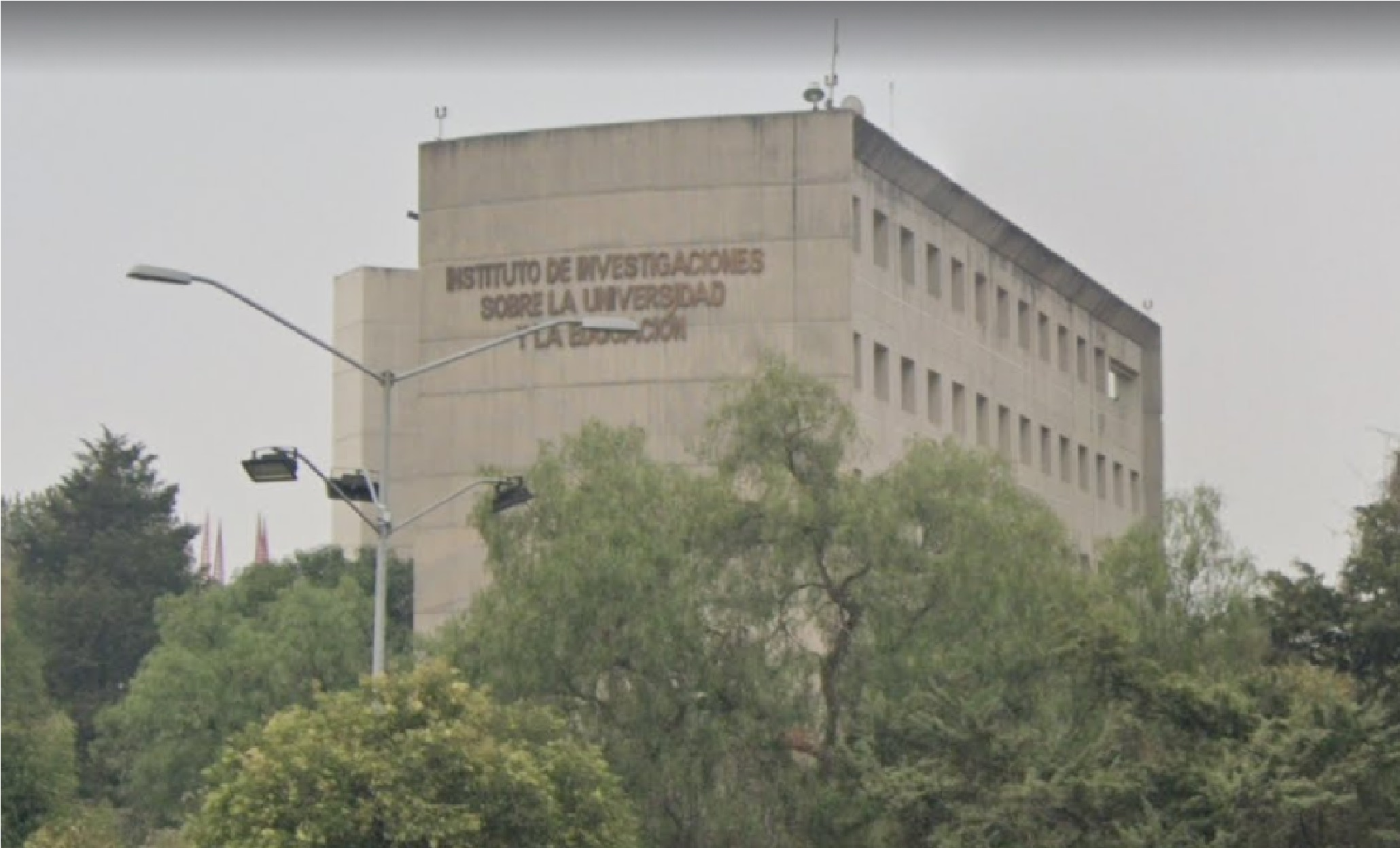
Instituto de Investigaciones Sobre la Universidad y la Educación (IISUE), Universidad Nacional Autónoma de México.

## Herramientas socioemocionales desde el Modelo Humanista Pedagógico Gestalt
El tópico de las emociones en el aula desde el Modelo Humanista Pedagógico Gestalt se aborda teniendo en cuenta que las emociones no son buenas, ni malas sino un aspecto de la misma humanidad integrado en la persona y presentes en el cuerpo. Además el diseño de las herramientas de intervención debe vincularse con el contexto de los propios estudiantes y que estén acorde a sus necesidades. Así como, construir un campo de aprendizaje seguro para la expresión de las emociones, un ejemplo de este tipo de diseño didáctico es la herramienta "Experiencias de éxito". En la cual se parte del interés de los adolescentes entrelazando ejes teóricos como el darse cuenta, el contacto gestáltico y las experiencias de éxito.